# (2489) Suvorov
(2489) Suvorov est un astéroïde de la ceinture principale.

## Description
(2489) Suvorov est un astéroïde de la ceinture principale. Il fut découvert le 11 juillet 1975 à Nauchnyj par Lioudmila Tchernykh. Il porte le nom de Alexandre Souvorov. Il présente une orbite caractérisée par un demi-grand axe de 3,10 UA, une excentricité de 0,16 et une inclinaison de 1,8° par rapport à l'écliptique.

## Compléments